# پیروانی (ملگار)
پیروانی (به اسپانیایی: Pirwani) یک کوه در پرو است که در Peru, Puno Region واقع شده‌است. پیروانی ۵٬۰۰۰ متر بالاتر از سطح دریا واقع شده‌است.